# Phyllis Somerville

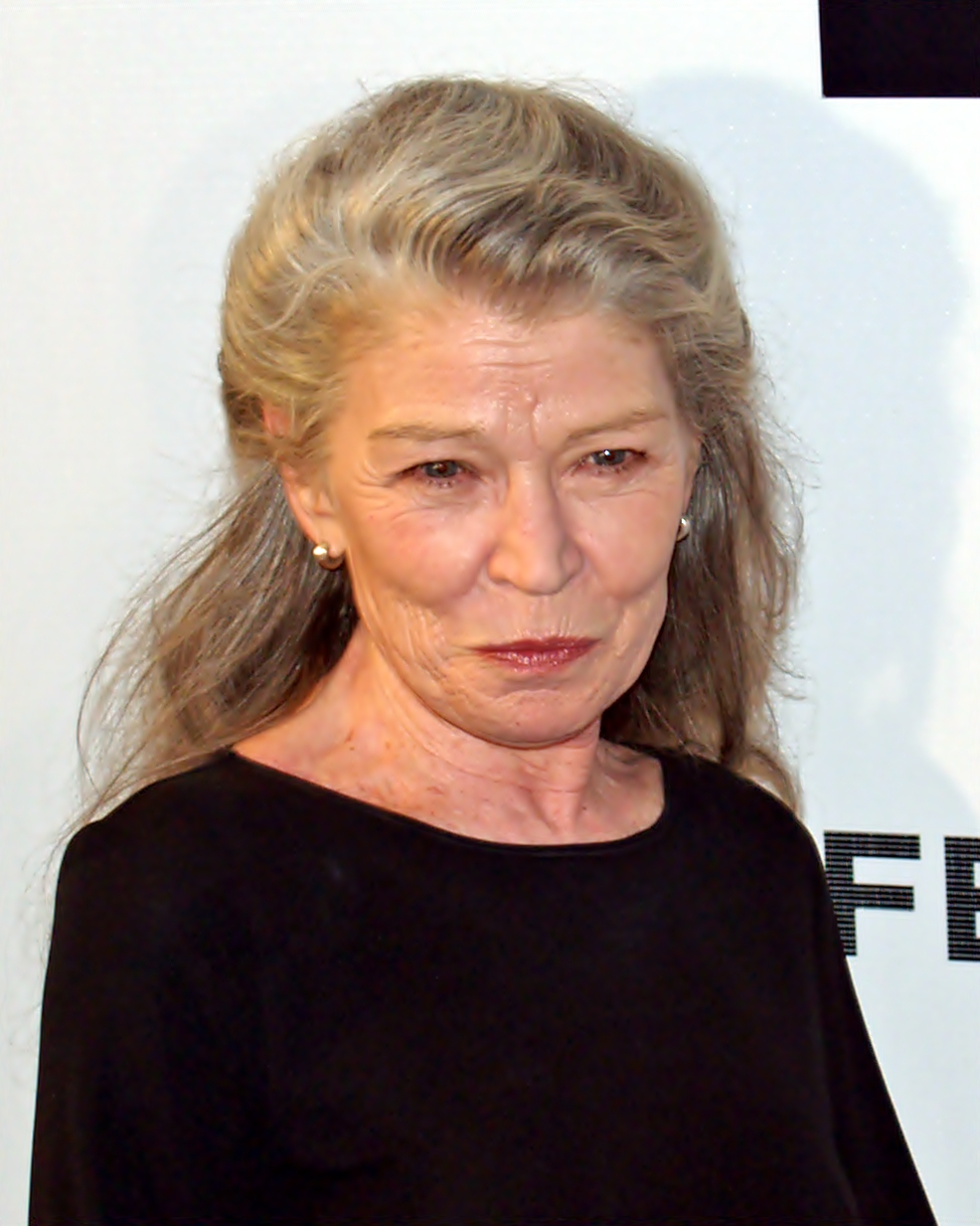
Phyllis Somerville (2007)

Phyllis Somerville (* 12. Dezember 1943 in Iowa City, Iowa; † 16. Juli 2020 in New York City, New York) war eine US-amerikanische Schauspielerin.

## Leben
Nach ihrem Studium an der University of Northern Iowa begann Somerville ihre Karriere am Theater und war mit dem Musical Over Here! im Jahr 1974 erstmals am Broadway zu sehen. In den frühen 1980er Jahren wurde sie vom Fernsehen entdeckt. Ihre erste Rolle in einem Kinofilm hatte sie 1981 in Arthur – Kein Kind von Traurigkeit an der Seite von Liza Minnelli.
Zu Somervilles bekanntesten Kinorollen zählen die May McGorvey, Mutter eines Sexualverbrechers, in Todd Fields Little Children (2005) an der Seite von Kate Winslet und Patrick Wilson sowie die Großmutter von Cate Blanchetts Figur in David Finchers Der seltsame Fall des Benjamin Button (2008). Einem breiten Publikum ist sie durch die Rolle der Marlene in der Fernsehserie The Big C bekannt, die sie zwischen 2010 und 2013 darstellte. In der Serie Outsiders verkörperte sie in den Jahren 2016 und 2017 eine wiederkehrende Nebenrolle als Lady Ray. Zuletzt war sie am Broadway bis in den Herbst 2019 in einer Theaterversion von Wer die Nachtigall stört als Mrs. Dubose zu sehen.

## Filmografie (Auswahl)
- 1981: Arthur – Kein Kind von Traurigkeit (Arthur)
- 1990–1991: Law & Order (Fernsehserie, 2 Folgen)
- 1992: Der Schein-Heilige (Leap of Faith)
- 1995–1996 New York Cops – NYPD Blue (NYPD Blue, Fernsehserie, 2 Folgen)
- 1998: Sex and the City (Fernsehserie, Folge 1x05)
- 1998: Wiege der Angst (Montana)
- 1999: Einfach unwiderstehlich (Simply Irresistible)
- 1999: Bringing Out the Dead – Nächte der Erinnerung (Bringing Out the Dead)
- 2000: Die Sopranos (The Sopranos, Fernsehserie, Folge 2x05)
- 2001: Law & Order: Special Victims Unit (Fernsehserie, 2x13)
- 2006: Just Like The Son
- 2006: Little Children
- 2008: Rastlos (Restless)
- 2008: Capers
- 2008: Der seltsame Fall des Benjamin Button (The Curious Case of Benjamin Button)
- 2009: Der große Traum vom Erfolg (The Mighty Macs)
- 2010–2013: The Big C (Fernsehserie, 19 Folgen)
- 2012: Surviving Family
- 2013: Stoker
- 2013: The Double
- 2013: House of Cards (Fernsehserie, Folge 1x08)
- 2013: Elementary (Fernsehserie, Folge 2x07)
- 2014: The Blacklist (Fernsehserie, Folge 2x06)
- 2014: Good Wife (Fernsehserie, Folge 2x20)
- 2016–2017: Outsiders (Fernsehserie, 13 Folgen)
- 2017: Unsere Seelen bei Nacht (Our Souls at Night)
- 2018: Castle Rock (Fernsehserie, Folge 1x01)
- 2019: Dancing Queens (Poms)

## Broadway
- 1974–1975: Over here
- 1978: Once in a lifetime
- 1983–1984: 'night, Mother